# St-Pierre (Abzac)

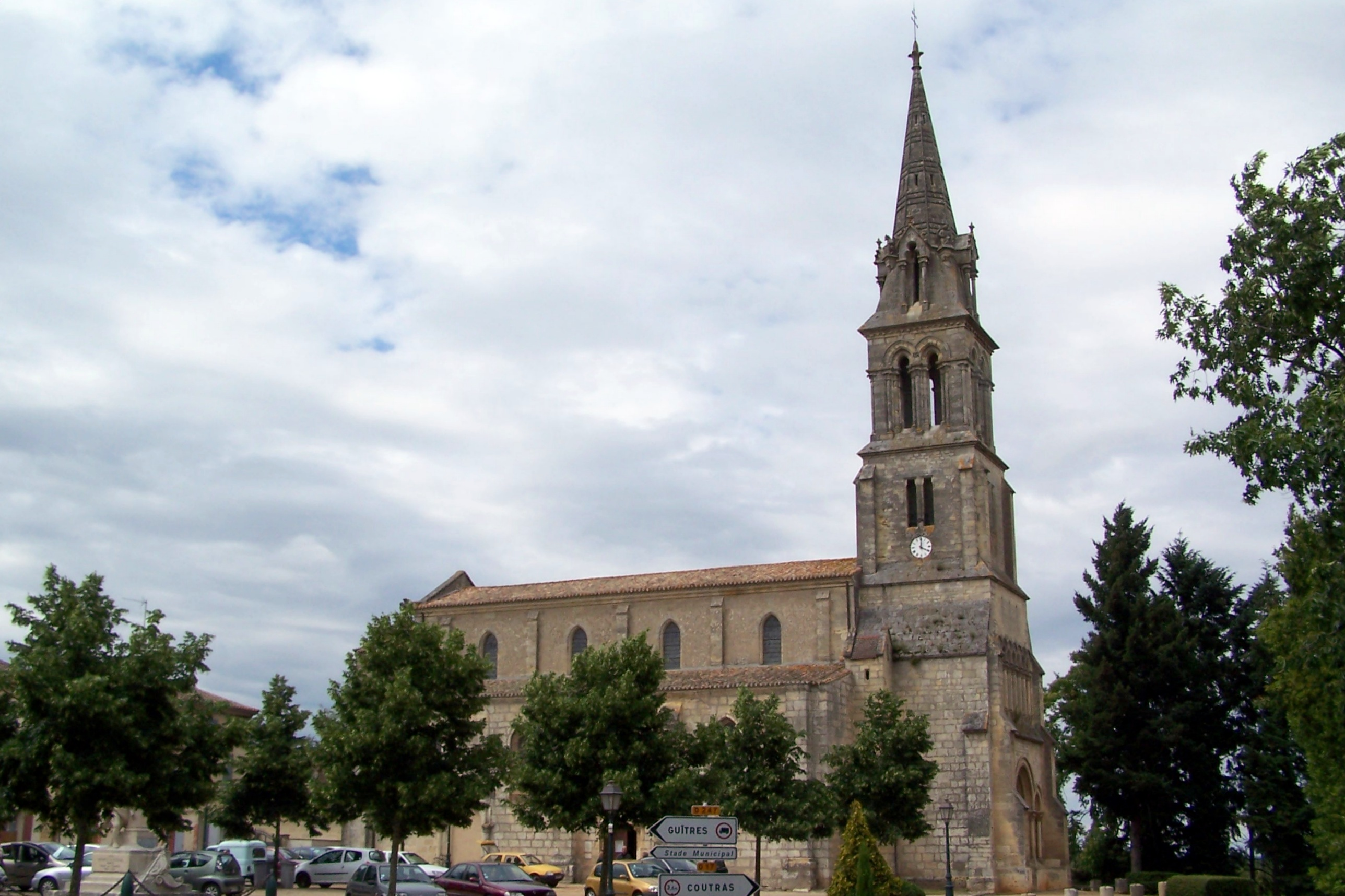
Kirche St-Pierre in Abzac

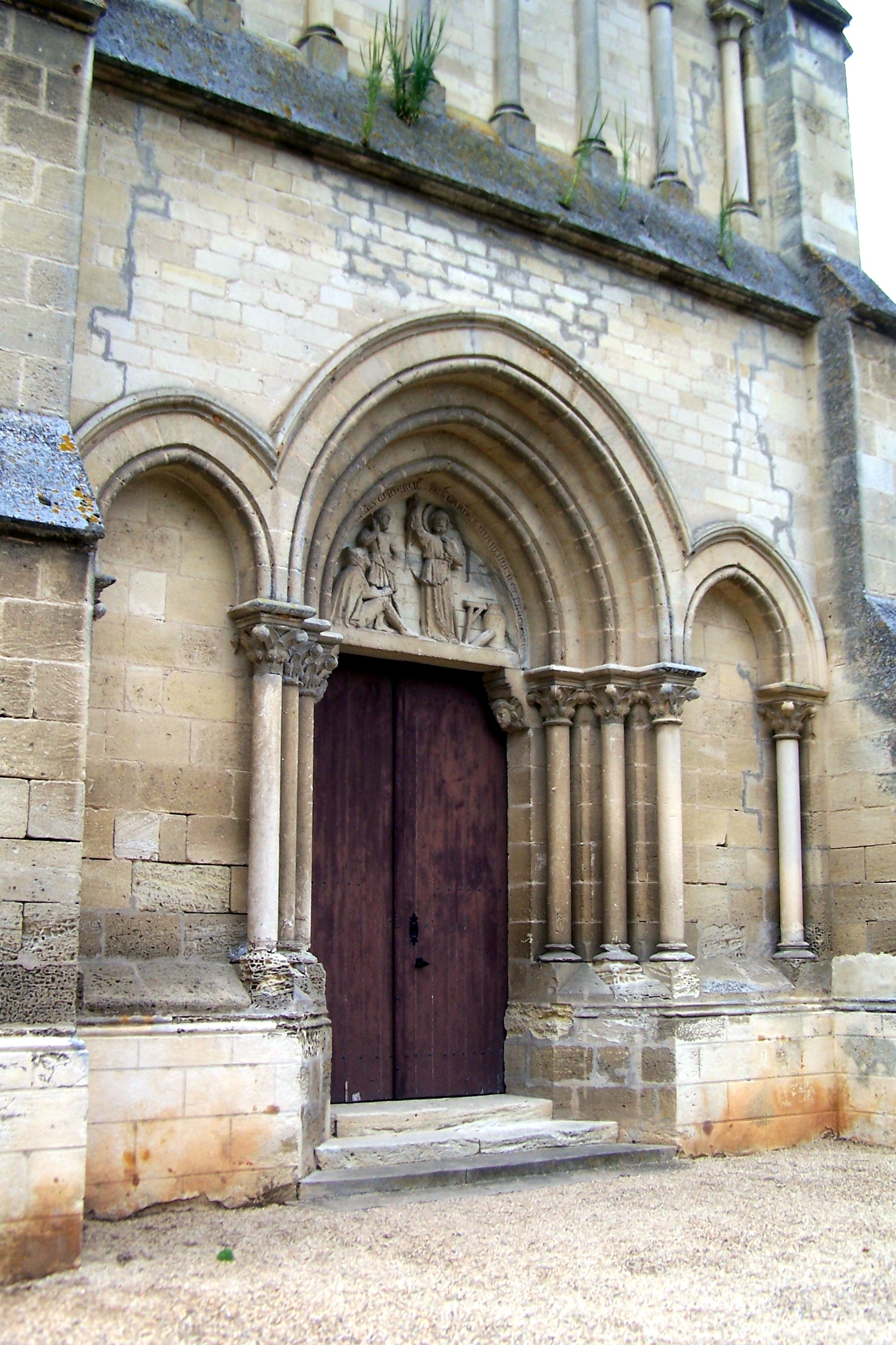
Portal

Die katholische Kirche St-Pierre in Abzac, einer französischen Gemeinde im Département Gironde in der Region Nouvelle-Aquitaine, wurde ursprünglich im 12. Jahrhundert errichtet und im 19. Jahrhundert verändert. 
Die dem Apostel Petrus geweihte Kirche ist seit 2011 als Monument historique geschützt.
Aus romanischer Zeit ist lediglich die Kuppel über der Vierung und die gerade geschlossene Apsis erhalten.
Die Kirchenausstattung und die Bleiglasfenster aus dem 19. Jahrhundert sind vollständig erhalten.